# Bakszarvú lepkeszeg
A bakszarvú lepkeszeg (Trigonella gladiata) a pillangósvirágúak (Fabaceae) családjába tartozó növényfaj.
Észak-Afrikában, a mérsékelt égövi Ázsiában, Közép-, Kelet-, Délkelet- és Délnyugat-Európában fordul elő; Magyarországon a Villányi-hegység déli lejtőinek karsztbokorerdeiben és sziklagyepjeiben is megtalálható, harmadidőszaki reliktum fajként.
Egyéves növény, 10–35 cm-re nő meg, az oldalágak gyakran földön fekvők. A sűrűn szőrös bakszarvú lepkeszeg hármasan összetett levelei aprók, levélkéi fogacskásan hullámosak. Április-júniusban nyílnak sárga pillangós virágai, melyek a levelek hónaljában ülnek magánosan vagy párosával. A hüvely éretten 3–6 cm hosszú, csőrben végződő. 4-7, bibircses magot hoz.